# Ever Palacios
Ever Palacios, kolumbijski nogometaš in trener, * 18. januar 1969, Apartadó, Kolumbija.
Za kolumbijsko reprezentanco je odigral 10 uradnih tekem in dosegel en gol.